# SETI@home
SETI@home (“SETI at home") è un progetto di calcolo distribuito volontario che usa computer connessi ad internet ospitato dalla Space Sciences Laboratory all'Università della California - Berkeley, negli Stati Uniti. SETI è l'acronimo di Search for Extra-Terrestrial Intelligence e il suo scopo è analizzare segnali radio in cerca di segni di intelligenze extraterrestri. Questa è una delle molte attività intraprese nel progetto SETI. Il software SETI@home è stato distribuito al pubblico il 17 maggio 1999.
In passato è stato il progetto di calcolo distribuito con il maggior numero di partecipanti ed è stato riconosciuto dal Guinness dei primati come il più grande calcolo nella storia.
Il 3 marzo 2020 è stata annunciata l'interruzione, entro la fine del mese, della fornitura di dati "di calcolo" ai partecipanti al progetto per l'impossibilità, da parte dei ricercatori, di gestire la fase di analisi dei dati generati dal calcolo distribuito.

## Ricerca scientifica
I due obiettivi originali di SETI@home sono:
1. Svolgere un'utile ricerca scientifica sostenendo un'analisi osservazionale per rilevare vita intelligente al di fuori della Terra.
2. Dimostrare la fattibilità e la praticabilità del concetto di calcolo volontario.

Il secondo di questi obiettivi è generalmente considerato raggiunto. L'attuale ambiente BOINC, uno sviluppo dell'originale SETI@home, fornisce supporto per molti progetti di calcolo intensivo in un'ampia gamma di discipline.
Il primo di questi obiettivi invece, attualmente, non è stato raggiunto: nessun evidente segnale di vita intelligente extra terrestre è stato rilevato tramite SETI@home. Tuttavia l'analisi osservazionale è tuttora in corso.
SETI@home ricerca possibili prove di trasmissioni radio da intelligenze extraterrestri utilizzando i dati di osservazione del radiotelescopio di Arecibo. I dati vengono raccolti mentre il telescopio è utilizzato per altri programmi scientifici. I dati vengono poi digitalizzati, immagazzinati ed inviati ai server di SETI@home. Successivamente, i dati, vengono divisi in piccoli pezzi in frequenza e tempo, ed analizzati grazie al software per cercare i segnali (cioè le variazioni di segnale che non possono essere attribuite al rumore e che contengono informazioni).
Il punto cruciale di SETI@home è di far analizzare ogni blocco di dati, tra i milioni di blocchi risultanti, dai computer dei volontari e poi avere indietro il risultato dell'analisi. In questo modo, quello che sembra un problema molto oneroso in termini di analisi dei dati è ridotto ad un problema molto più ragionevole grazie all'aiuto di una grande comunità di volontari.
Il software cerca quattro tipi di segnali che si distinguono dal rumore:
- Picchi nello spettro di potenza.
- Oscillazioni gaussiane nella potenza di trasmissione, che potrebbero rappresentare l'antenna che passa sulla fonte radio.
- Triplette – tre picchi di potenza consecutivi.
- Impulsi che forse rappresentano una trasmissione in stile digitale a banda stretta.

Ci sono molti modi in cui un segnale ETI (intelligenza extra terrestre) può essere influenzato dal mezzo interstellare e dal moto relativo della sua origine, rispetto alla Terra. Il segnale potenziale è dunque trasformato in una serie di modi per garantire la massima probabilità di distinguerlo dal rumore presente nello spazio. Per esempio, un altro pianeta è molto probabile che sia in movimento ad una velocità ed accelerazione rispetto alla terra, e questo cambierà la frequenza, nel corso del tempo, del potenziale “segnale”. Questo tipo di verifica è fatta in parte dal software di SETI@home.
Il processo di elaborazione è un po' come sintonizzare la radio su vari canali osservando il misuratore di potenza del segnale. Se la potenza del segnale sale, merita attenzione. Più tecnicamente, si tratta di una notevole quantità di elaborazioni del segnale digitale. Tali elaborazioni constano per lo più di trasformate discrete di Fourier, vari tassi chirp e durate.

## Tecnologia
Chiunque con un computer connesso ad internet può partecipare a SETI@home eseguendo un software gratuito che scarica ed analizza dati proveniente dal radio telescopio.
I dati di osservazioni sono memorizzati su nastri da 36 Gigabyte nell'osservatorio di Arecibo a Puerto Rico, ciascuno dei quali contiene 15,5 ore di osservazioni le quali sono spedite a Berkeley. Arecibo non possiede una connessione a banda larga, quindi i dati devono essere prima spediti per posta a Berkeley. Una volta lì, sono divisi in entrambi i domini del tempo e della frequenza in unità di lavoro da 107 secondi di dati, o approssimativamente 0.35 MB, che si sovrappongono nel tempo, ma non in frequenza. Queste unità di lavoro vengono poi inviate dai server di SETI@home tramite internet ai personal computer sparsi nel mondo per essere analizzate.
Il software di analisi può cercare segnali con circa un decimo della potenza richiesta nelle precedenti indagini, perché fa uso di un algoritmo di calcolo intensivo chiamato integrazione coerente, che nessun altro ha avuto la potenza di calcolo necessaria per implementare.
I dati vengono uniti in un database usando i computer di SETI@home a Berkeley. Le interferenze sono eliminate e vari algoritmi sono applicati per cercare i segnali più interessanti.
Grazie alle indagini di ricerca Breakthrough Initiatives, promosse nel 2015, Seti@Home ha accesso anche ai dati di altri radiotelescopi, come il Green Bank.

### Software
Il software di calcolo distribuito di SETI@home può essere eseguito sia come screensaver sia continuamente mentre l'utente è al lavoro, utilizzando la potenza di elaborazione che altrimenti sarebbe inutilizzata.
La prima piattaforma software, ora denominata “SETI@home Classic” è stata utilizzata dal 17 maggio 1999 al 15 dicembre 2005. Questo programma consentiva di eseguire solo SETI@home; fu sostituito da Berkeley Open Infrastructure for Network Computing (BOINC), il quale permette agli utenti di contribuire anche ad altri progetti di calcolo distribuito contemporaneamente all'esecuzione di SETI@home. 
L'interruzione dell'uso della piattaforma SETI@home Classic ha reso inadatti alla partecipazione al progetto i computer Macintosh più vecchi che usano versioni pre-Mac OS X come sistema operativo.
Il 3 maggio 2006 sono state pubblicate nuove unità di lavoro per una nuova versione di SETI@home chiamata “SETI@home Enhanced”. Dal momento che attualmente i computer hanno più potenza computazionale di quando il progetto iniziò, questa nuova versione è più sensibile di un fattore due per i segnali Gaussiani ed altri tipi di impulsi rispetto al software originale SETI@home (BOINC).
Questa nuova applicazione è stata ottimizzata per essere più veloce su alcune unità di lavoro rispetto a versioni precedenti. Tuttavia, alcune unità di lavoro (le migliori, scientificamente parlando) saranno significativamente più lunghe.
Inoltre, alcune distribuzioni delle applicazioni di SETI@home sono state ottimizzate attraverso estensioni come le SSEx o le AVX, e sono più veloci su sistemi che supportano questo tipo di estensioni.
Un secondo software adottato dal progetto è Astropulse, utilizzato per rilevare altre sorgenti come pulsar ad alte velocità di rotazione, esplosioni primordiali di buchi neri o fenomeni astrofisici non ancora conosciuti. La distribuzione delle unità di lavoro che utilizzano Astropulse è iniziata a metà luglio 2008 per i computer con maggiore capacità di calcolo.
GPU
Seti@home è stato uno dei primi progetti a far uso delle gpu (schede video) dei volontari attraverso un client sia Cuda che OpenCL: questo ha permesso un aumento esponenziale della potenza computazionale a disposizione.
Android
Da qualche anno il progetto supporta anche il calcolo su dispositivi android (come smartphone e tablet) e su dispositivi all-in-one (come Raspberry). La poca potenza di calcolo messa a disposizione singolarmente da questi apparati viene compensata dall'alto numero degli apparati stessi e dal loro basso costo, rispetto ad un computer completo.

## Statistiche
Con più di 5,2 milioni di partecipanti in tutto il mondo, SETI@home si attesta come il progetto di calcolo distribuito con attualmente più partecipanti. Dal suo lancio il 17 maggio 1999, il progetto ha sviluppato oltre 2 milioni di anni di tempo di elaborazione. Il 26 settembre 2001 aveva svolto un totale di 1021 operazioni in virgola mobile. Come detto in precedenza è riconosciuta dal Guinness World Records come il più grande calcolo nella storia. Con più di 152˙832 computer attivi in 234 paesi, al 12 novembre 2017 SETI@home ha la capacità di calcolo di 994 TeraFLOPS. Come confronto, nella TOP500, si posizionerebbe intorno alla 120ª posizione.

### Aspetto competitivo
Gli utenti di SETI@home hanno iniziato presto a competere con gli altri in termini di numero di unità di lavoro completate. Sono state create squadre per unire gli sforzi di più utenti individuali. La competizione è continuata e si è allargata con l'introduzione di BOINC.
Come in ogni competizione, sono stati rilevati  tentativi di ingannare il sistema facendosi attribuire crediti per lavoro mai eseguito. Per combattere questo fenomeno di cheating, il sistema di SETI@home invia ogni unità di lavoro a più computer, un valore noto come “replica iniziale”. I crediti sono concessi solo quando tutte le unità di lavoro uguali sono restituite una volta che il numero minimo di risultati è ritornato e il numero dei risultati raggiunge un valore conosciuto come “quorum minimo” (2).
Se, a causa di imbrogli (presentazione di dati “falsi”) o di errori di calcolo, i risultati non collimano, unità di lavoro identiche vengono spedite per l'elaborazione ad altri utenti, finché non viene raggiunto il quorum minimo. I crediti finali concessi a tutte le macchine che inviano un risultato corretto sono gli stessi, e sono pari al numero di crediti più basso richiesto da ogni macchina. I crediti richiesti da ogni macchina per la stessa unità di lavoro spesso variano a causa di differenze molto piccole dell'aritmetica in virgola mobile di diversi processori.
Alcuni utenti hanno installato ed eseguito SETI@home nei computer sul loro posto di lavoro (un atto conosciuto come “borging”, dall'assimilazione dei Borg di Star Trek). In alcuni casi,  utenti di SETI@home hanno utilizzato indebitamente risorse aziendali per guadagnare unità di lavoro, e si conoscono almeno due casi di persone licenziate per aver eseguito SETI@home nel sistema di produzione aziendale. 
Altri utenti, invece, accumulano larghe quantità di computer insieme per creare delle vere e proprie “SETI farm”, che, di solito, consistono nel raggruppamento di un gran numero di computer costituiti solo da scheda madre, CPU, RAM e alimentatore, disposti su scaffali, che eseguono il calcolo su piattaforme Linux o vecchie versioni di Windows.

## Minacce al progetto
Come ogni progetto di lunga durata, ci sono fattori che possono causare la sua interruzione. Alcuni di questi sono illustrati sotto:

### Possibile chiusura dell'osservatorio di Arecibo
Storicamente, SETI@home si è sempre procurato i dati dall'osservatorio di Arecibo, impianto gestito dal National Astronomy ad Ionosphere Center ed amministrato dalla Cornell University. Il budget in calo per l'osservatorio ha causato una carenza di fondi non risollevati da altre fonti come donatori privati, NASA, altre istituzioni di ricerca straniere, oppure organizzazioni private non-profit come SETI.
La National Science Foundation aveva stabilito la chiusura nel 2011 senza fondi, e quindi anche il flusso dei dati per SETI@home sarebbe cessato in questa situazione, ma ulteriori fondi hanno permesso la continuazione del progetto.
Negli anni successivi la NSF anche a seguito della riduzione dell'utilità del piatto ha ridotto drasticamente i fondi ad Arecibo e ad altre strutture, considerando i futuri investimenti quali il Large Synoptic Survey Telescope.
L'operatività del radiotelescopio è cessata a novembre 2020, a causa dei danni procurati da un terremoto a gennaio 2020 e dei successivi cedimenti strutturali, sino al crollo della parte sospesa della struttura il 1 dicembre 2020.

### Progetti alternativi di calcolo distribuito
Quando fu lanciato il progetto c'erano pochi modi alternativi per donare tempo di elaborazione ai progetti di ricerca. Tuttavia ci sono adesso molti altri progetti che competono per queste risorse.

### Finanziamenti
Attualmente non ci sono fondi governativi per le ricerche di SETI, ed i fondi privati sono sempre limitati. Il Berkeley Space Science Lab ha trovato il modo di lavorare con solo un piccolo budget ed il progetto ha ricevuto donazioni che hanno consentito di andare ben oltre la sua durata originaria, ma ancora il progetto deve competere per i limitati fondi con altri progetti scientifici spaziali.
Annualmente vengono lanciate raccolte fondi per aiutare il progetto a sostenere i costi vivi delle attrezzature di ricerca.

### Client non ufficiali
Molti singoli individui ed aziende hanno fatto cambiamenti non ufficiali alla parte distribuita del software per provare ad ottenere risultati più velocemente, ma questo ha compromesso l'integrità di tutti i risultati. Come risultato, il software doveva essere aggiornato per rendere più facile la rilevazione di tali cambiamenti, e scoprire i client inaffidabili. Ciò significa che i client che restituiscono dati differenti e quindi errati non sono accettati, così si evita di corrompere il database dei risultati. BOINC si basa su un controllo incrociato per convalidare i dati ma i client inaffidabili devono essere identificati per evitare la situazione in cui due di questi restituiscano gli stessi dati invalidi e quindi corrompano il database. Alcune delle caratteristiche introdotte dai client non ufficiali (come, per esempio, l'utilizzo di estensioni SSE), sono poi state adottate dagli applicativi ufficiali e sono tuttora in uso.

## Risultati
Mentre il progetto non ha rilevato alcun segnale ETI, ha invece identificato molti obiettivi candidati (posizioni nel cielo), dove i picchi in intensità non sono facilmente spiegabili come rumore, per ulteriori analisi. Il segnale candidato maggiormente significante è stato annunciato il 1º settembre 2004, e chiamato Sorgente radio SHGb02+14a.
L'astronomo Seth Shostak ha affermato nel 2004 che si aspetta di ottenere un segnale e la prova conclusiva di un contatto alieno tra il 2020 ed il 2025, sulla base dell'equazione di Drake. Questo implica che uno sforzo prolungato può portar beneficio a SETI@home, nonostante gli anni di attività senza successo nella rilevazione di segnali ETI. Mentre il progetto non ha raggiunto lo scopo di trovare intelligenze extra terrestri, ha provato alla comunità scientifica che i progetti di calcolo distribuito possono essere accolti come valido strumento di analisi, che spesso batte i più grandi supercomputer.
La grande quantità di dati raccolti, d'altro canto, ha permesso di svolgere ricerche scientifiche riguardanti, per esempio, la radiazione cosmica di fondo dell'universo o la catalogazione di oggetti stellari.